# Lahti

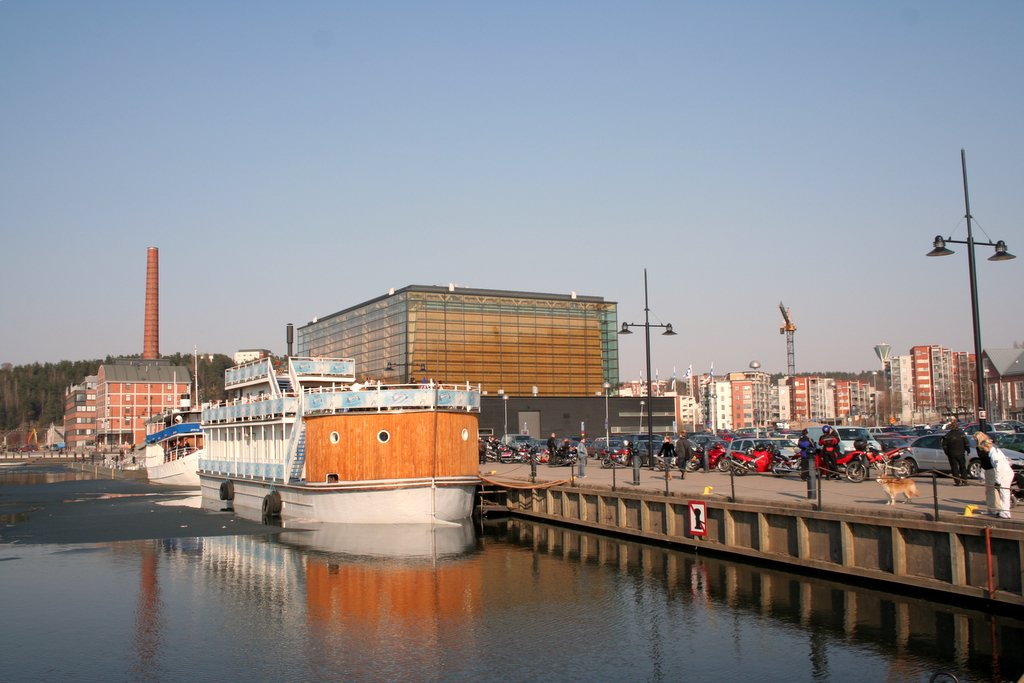
Sibelius Hall Lahtiban

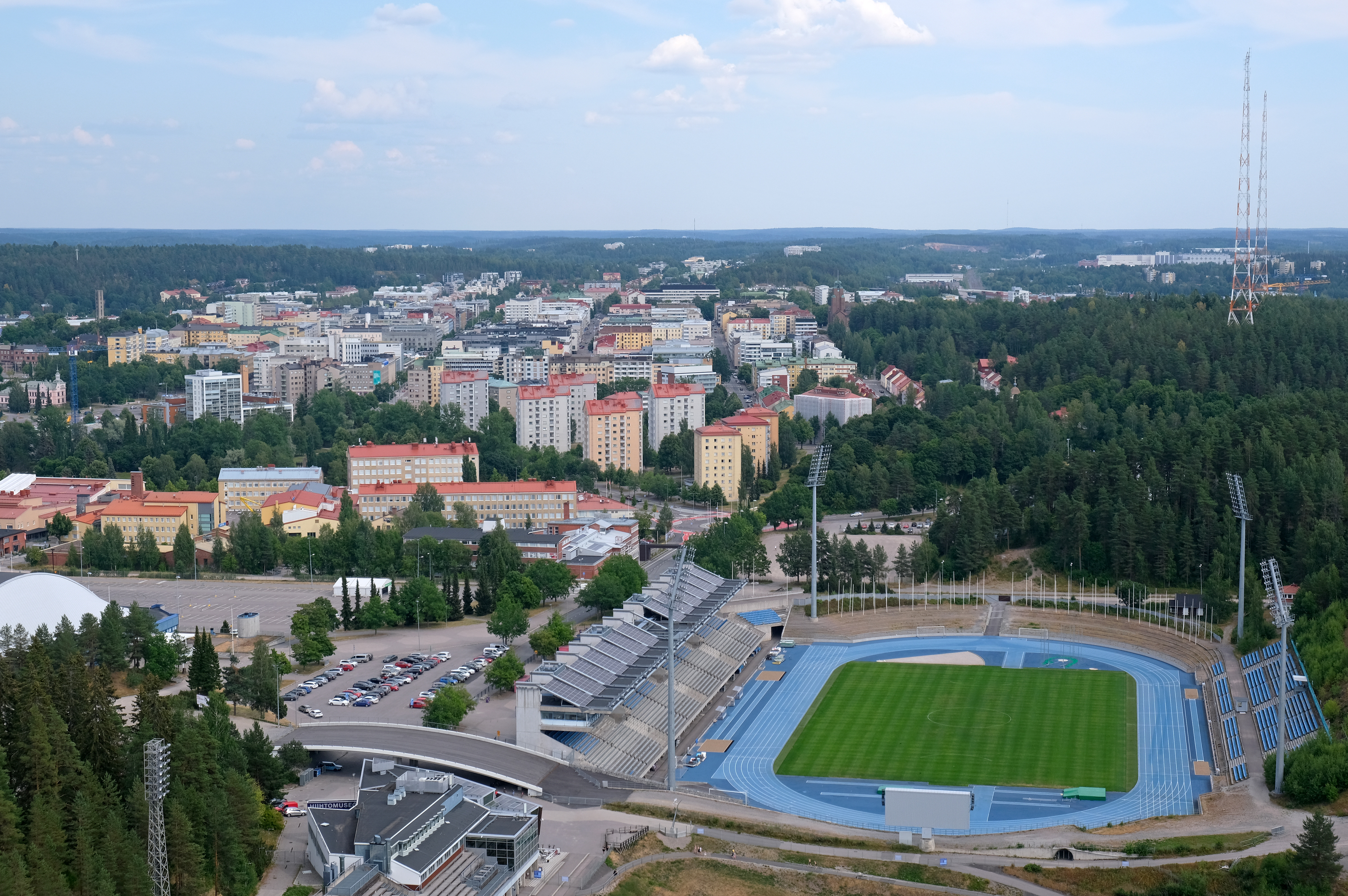
Lahti Stadion

Lahti (svédül Lahtis) egy 98 413 főt számláló finn város (2005) a Vesijärvi partján. 1905-ben nyerte el a városi rangot. Korábban Hollola településhez tartozott, ám szétválásuk óta jelentősen felülmúlta a szomszéd település méreteit. A város szimbóluma egy égő vasútkerék. A Würm-glaciálisban kialakult hegyhátra épült város domborzata a finn átlagnál sokkal dombosabb.

## Sport
Lahti leginkább az évente megrendezésre kerülő téli sportok világkupájáról ("Salpausselän kisat") ismert. A városlakók nagyon szeretik a sportot, valószínűleg ez is hozzá járult ahhoz, hogy számos világbajnokságnak szolgálhasson helyszínéül. 2007-ig Lahti az egyetlen olyan város, amely hatszor adhatott otthont a FIS (Nemzetközi Síszövetség) rendezte Északi Sívilágbajnokságnak (Nordic World Ski Championships) 1926-ban, 1938-ban, 1958-ban, 1978-ban, 1989-ben és 2001-ben. A városnak jelenleg elsőosztályú labdarúgó (FC Lahti) és jégkorong csapata (Lahti Pelicans) van.

## Oktatás
Az oktatás területén Lahti inkább szerénynek nevezhető. Azonban említésre érdemes a Lahti-i Alkalmazott Tudományok Egyetemének neves művészeti intézete.

## Lahti távolsága egy-két környező várostól
- Távolság autóúton (km)
  - Helsinki 104
  - Tampere 126
  - Turku 213
  - Oulu 505
  - Szentpétervár 356

## Gazdasági adatok
- Munkanélküliség: 13,7% (2006)
- Gazdaságának főbb felosztása: 
  - Szolgáltatóipar: 70%
  - Ipar: 21%
  - Építkezés: 7%

## Érdekességek
Lahtiban működik Finnország egyik legismertebb szimfonikus zenekara, a Sinfonia Lahti.
Az 1498-as Lahti aszteroidát felfedezője Yrjö Väisälä, finn csillagász nevezte el.

## Híres szülöttei
- Jari Litmanen (1971–) labdarúgó
- Kira Poutanen (1974–) írónő
- Jonne Järvelä (1974–) énekes, gitáros, dalszerző
- Janne Ahonen (1977–) síugró
- Petri Pasanen (1980–) labdarúgó
- Pekka Lagerblom (1982–) labdarúgó
- Kalle Keituri (1984–) síugró
- Ville Larinto (1990–) síugró

## Testvérvárosok
- Akureyri, Izland
- Pécs, Magyarország
- Västerås, Svédország
- Ålesund, Norvégia
- Zaporizzsja, Ukrajna
- Randers, Dánia
- Narva, Észtország